# Lagrand
Lagrand is een plaats en voormalige gemeente in het Franse departement Hautes-Alpes in de regio Provence-Alpes-Côte d'Azur. De plaats maakt deel uit van het arrondissement Gap.

## Geschiedenis
Op 22 maart 2015 werd het kanton Orpierre, waar Lagrand deel van uitmaakte, opgeheven en werden de gemeenten opgenomen in het kanton Serres. Op 1 januari 2016 fuseerde de gemeente met Eyguians en Saint-Genis tot de commune nouvelle Garde-Colombe.

## Geografie
De oppervlakte van Lagrand bedraagt 6,9 km², de bevolkingsdichtheid is 44,1 inwoners per km².
De onderstaande kaart toont de ligging van Lagrand met de belangrijkste infrastructuur en aangrenzende gemeenten.

## Demografie
Onderstaande figuur toont het verloop van het inwonertal.
Vanwege een beveiligingsprobleem met de MediaWiki Graph-software is het momenteel niet mogelijk deze grafiek weer te geven. Zodra de software is bijgewerkt zal de grafiek vanzelf weer zichtbaar worden.